# Rhopalomyia abdominalis
Rhopalomyia abdominalis är en tvåvingeart som beskrevs av Shinji 1938. Rhopalomyia abdominalis ingår i släktet Rhopalomyia och familjen gallmyggor. Inga underarter finns listade i Catalogue of Life.